# Donderkeil
Een donderkeil is een symbolische afbeelding van donder en bliksem. Donderkeilen zijn attributen van goden en komen ook in de heraldiek voor. Het gaat in de Europese traditie om een bundel bij elkaar gehouden of samengebonden bliksemschichten. De moderne heraldiek heeft de bliksemschichten van het zinnebeeld van de telegrafie overgenomen.
In het hindoeïsme is het een bijl en in boeddhisme is het een diamant vanwaaruit bliksemschichten ontspringen.
In de hindoeïstische mystiek heet de donderkeil een vajra of dorjé. In het boeddhisme wordt de donderkeil gezien als het symbool van het onverstoorbare mannelijke principe dat de weg vertegenwoordigt. De vijf punten aan elk uiteinde symboliseren de vijf Jina's.
De donderkeil is het attribuut van de Griekse oppergod Zeus en ook van de Romeinse oppergod Jupiter. In de Griekse mythologie laat Zeus de jongeling Dionysos aan de voet van zijn troon met de donderkeil spelen.
De Noorse god Thor veroorzaakt in de noordse mythologie  bliksem en donder door met zijn hamer, Mjölnir genoemd, te gooien.
Frankrijk

De Napoleontische adelaar met donderkeil

Napoleon Bonaparte koos als heraldische symbolen bijen (ontleend aan de Merovingers), een adelaar (een veelgebruikt wapendier, herinnerend aan het Romeinse Rijk en de keizerlijke macht). De Napoleontische adelaar houdt in beide poten een donderkeil vast.

## Andere betekenissen
Een donderbijtel, donderkeil of dondersteen is ook een fossiel van een belemniet, het versteende skelet van een inktvisachtig dier. Ook een vuurstenen pijlpunt uit de steentijd werd in het volksgeloof in Nederland gehouden voor een door een blikseminslag gevormde steen. Dergelijke stenen werden ook wel bliksemsteen, duivelsvinger of pijlsteen genoemd.
In werkelijkheid laat een blikseminslag als spoor beslist geen steen na, maar soms wel een glasachtige fulguriet.
De naam werd gebruikt voor pijlvormige stenen die door de natuur of door mensenhand werden gevormd.  